# Dryophylax chaquensis
Dryophylax chaquensis — вид змій родини полозових (Colubridae). Мешкає в Південній Америці.

## Поширення і екологія
Dryophylax chaquensis мешкають на сході Болівії, на південному заході Бразилії (Мату-Гросу), в Парагваї і північній Аргентині. Вони живуть у вологих саванах і на заплавних луках, поблизу водойм, в регіонах Чако і Пампа, на болотах Пантаналу. Живляться переважно амфібіями, а також рибою, ящірками, яйцями ящірок і гризунами.